# 罗桑日
罗桑日（法語：Rossenges）是瑞士联邦西部法语区的沃州下设的一个镇。在行政上属于布罗瓦-维利区管辖。罗桑日的总面积为1.07平方公里。截至2010年底，总人口为55。